# Front de l'authenticité et du développement
Le Front de l'authenticité et du développement (arabe : جبهة الأصالة والتنمية Jahbat al-Asala wa al-Tanmiya) est une alliance de groupes rebelles formée lors de la guerre civile syrienne.

## Histoire

### Fondation
Le Front de l'authenticité et du développement est formé en novembre 2012, par le regroupement des mouvements suivants :
- La 60e Division, dans le gouvernorat de Hama ;
- Jound al-Cham, dans le gouvernorat de Rif Dimachq ;
- Brigade Ibn Taymiyyah, dans le gouvernorat d'Alep ;
- Brigade Abad al-Rahman, dans le gouvernorat de Homs ;
- La Nouvelle armée syrienne, dans les gouvernorats de Rif Dimachq et Homs, exclue le 3 août 2016[4] ;
- La Brigade Ahl al-Athar, dans l'est du gouvernorat de Deir ez-Zor, elle est chassée de cette zone par l'État islamique en 2014[2] ;
- Le Harakat Nour al-Din al-Zenki, dans le gouvernorat d'Alep, se retire du Front de l'authenticité et du développement le 4 mai 2014[5] ;
- Jaych Ossoud al-Charkiya, formé le 4 août 2014, il se retire du Front de l'authenticité et du développement en décembre 2015[6].

### Affiliations
Le Front de l'authenticité et du développement fait partie des groupes rebelles qui forment le Front du Levant le 25 décembre 2014, puis la chambre d'opérations Fatah Halab le 26 avril 2015, tous deux actifs à Alep,. En août 2016, le groupe rejoint l'Armée syrienne libre.

## Idéologie
Selon Aron Lund, chercheur de la Fondation Carnegie pour la paix internationale, le groupe est  proche du madkhalisme — du nom de Rabi al-Madkhali — une tendance du salafisme. L'universitaire belge Thomas Pierret qualifie le Front de l'authenticité et du développement de « coalition islamo-nationaliste ». Le groupe est considéré comme modéré par Charles Lister, chercheur américain au Middle East Institute (en) et la BBC.

## Organisation

### Commandement
Le secrétaire-général du groupe est Khaled al-Hamad, un prédicateur salafiste.

### Effectifs
Fin 2013, le Front de l'authenticité et du développement revendique 13 000 membres, combattants et civils. Fin 2015, le chercheur américain Charles Lister estime que le groupe compte environ 5 000 hommes.

### Armement
Selon l'universitaire Thomas Pierret, le groupe entretient des liens avec l'Arabie saoudite. En 2013, des missiles antichars chinois achetés par l'Arabie saoudite sont remis au Front de l'authenticité et du développement.

## Zones d'opérations
Le groupe est actif dans les gouvernorats d'Alep, Hama, Homs, et dans les montagnes du Qalamoun, dans le gouvernorat de Rif Dimachq.